# Галич (Украјина)
Галич или Халич (укр. Галич, рус. Галич, пољ. Halicz) историјски је град на реци Дњестар у западној Украјини. По овом месту име је добила историјска регија Галиција. Галич је био главни град истоимене кнежевине до раног 14. века, када је престоница премештена у Лавов. Данас је Галич мали град у Ивано-Франкивској области. Број становника се процењује на 6.276.

## Становништво
Према процени, у граду је 2012. живело 6.276 становника.
| 1979. | 1989. | 2001. | 2012. |
| ----- | ----- | ----- | ----- |
| 5.607 | 6.677 | 6.495 | 6.276 |